# Sino de mergulho

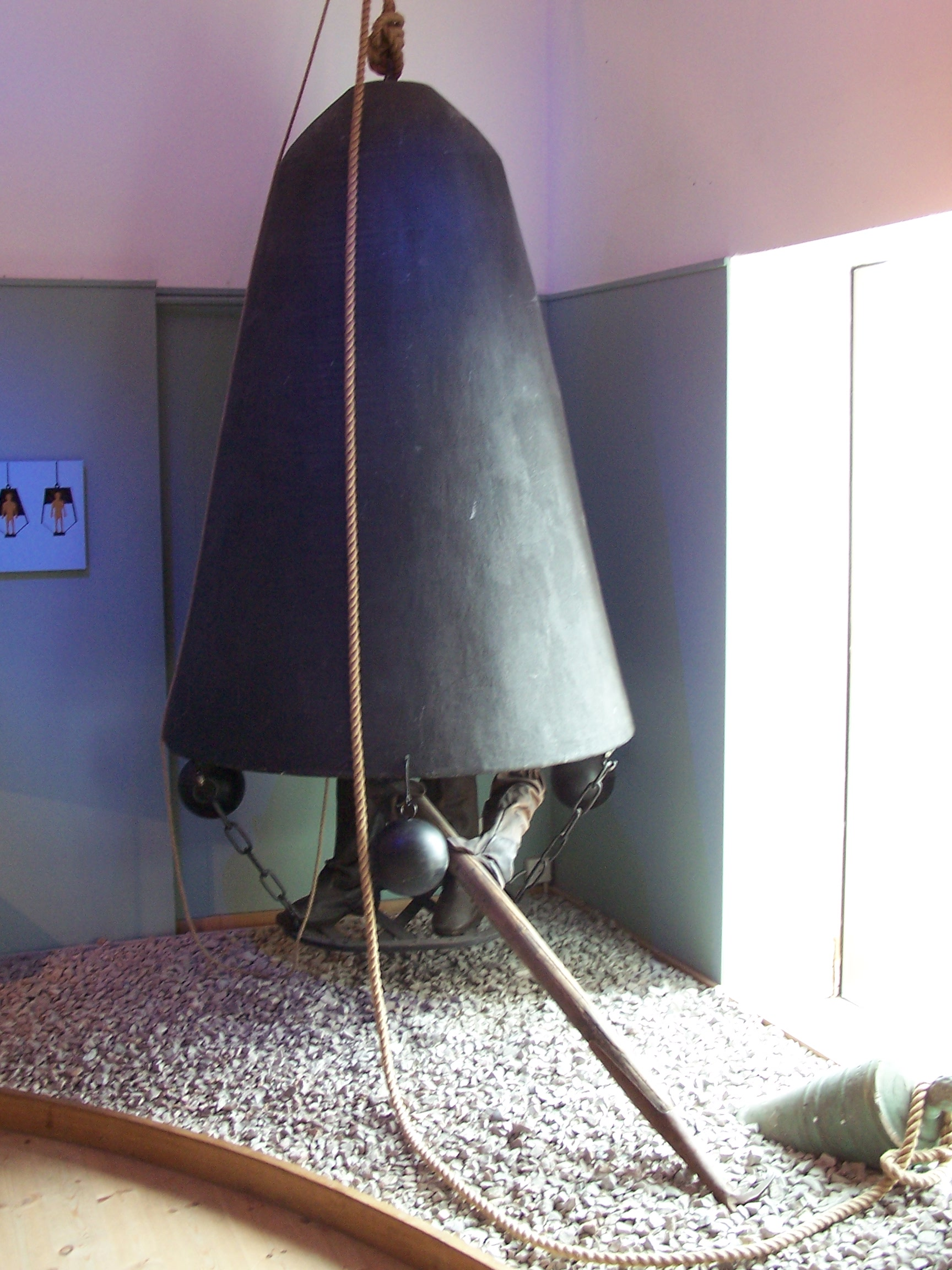
Sino de mergulho

Um sino de mergulho é uma câmara rígida usada para transportar mergulhadores até o fundo do oceano, com a finalidade de realizar trabalhos, como a instalação de torres de pontes, túneis e viadutos subaquáticos. Os tipos mais comuns são o sino molhado e o sino fechado.
O sino molhado é uma câmara suspensa por cabo, aberta na parte inferior como uma estrutura de moon pool, que é submersa na água para funcionar como uma base ou um meio de transporte para um pequeno número de mergulhadores. A pressão da água mantém o ar preso no interior do sino. Eles foram o primeiro tipo de câmara de mergulho. Ao contrário de um submarino, o sino de mergulho não é projetado para mover-se sob o controle de seus ocupantes, nem para operar independentemente de suas forças.
O sino fechado é uma câmara selada, que pode ser utilizada para mergulho de gás misto e mergulho de saturação. Esta forma de sino bloqueia por dentro e por fora da câmara onde os mergulhadores vivem, por meio de uma porta fechada selando os mergulhadores em pressão. Uma vez na superfície, o sino é acoplado com o sistema da câmara e o espaço entre eles é pressurizado para permitir que os mergulhadores sejam transferidos para a câmara, que tem a mesma pressão, então a câmara é selada. No mergulho de saturação o sino é apenas uma carona de e para o trabalho, e a câmara são os alojamentos. Se o mergulho for relativamente curto (bounce dive), a descompressão pode ser feita no sino exatamente da mesma forma que seria feita na câmara.

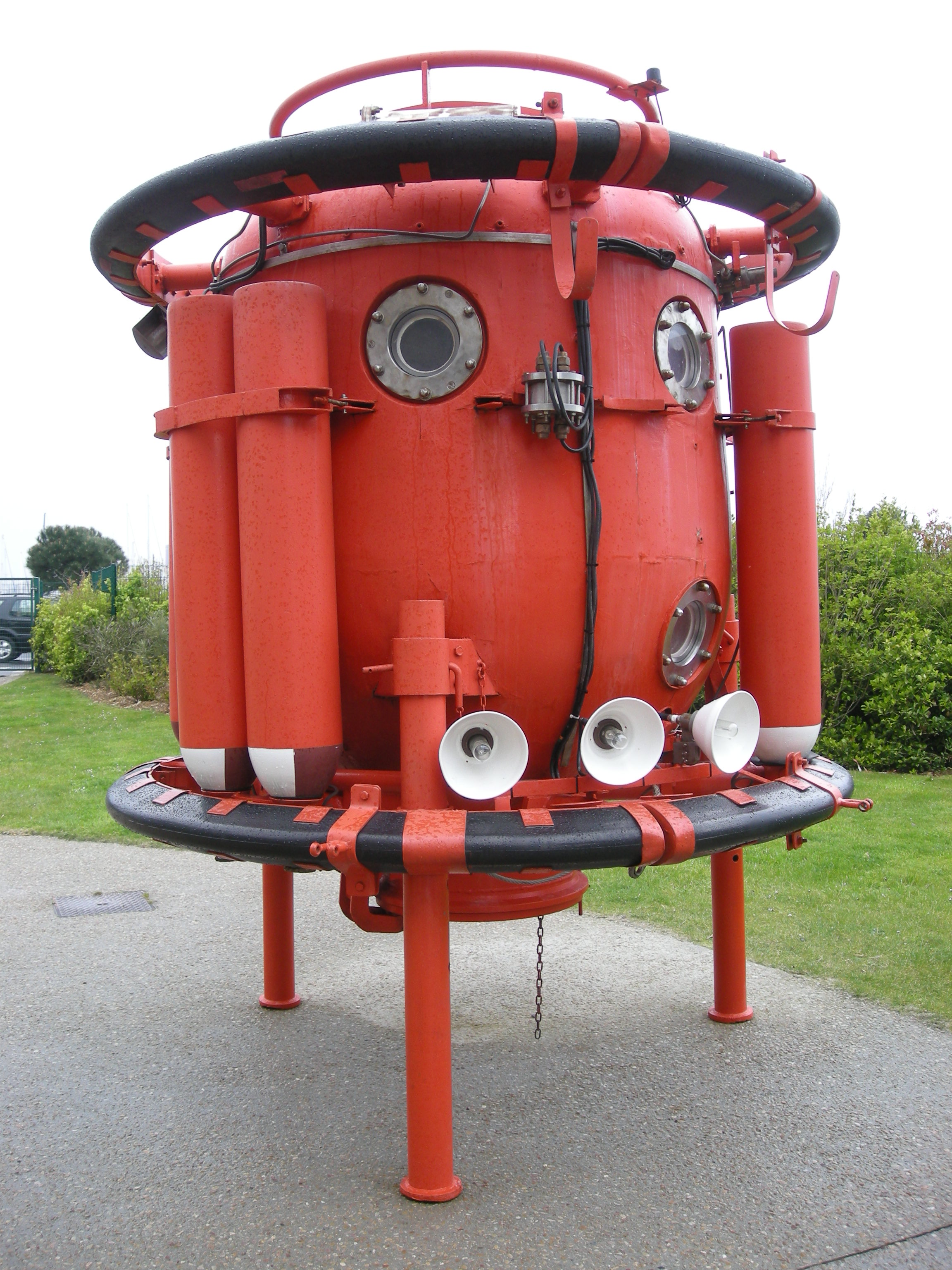
Sino de mergulho fechado

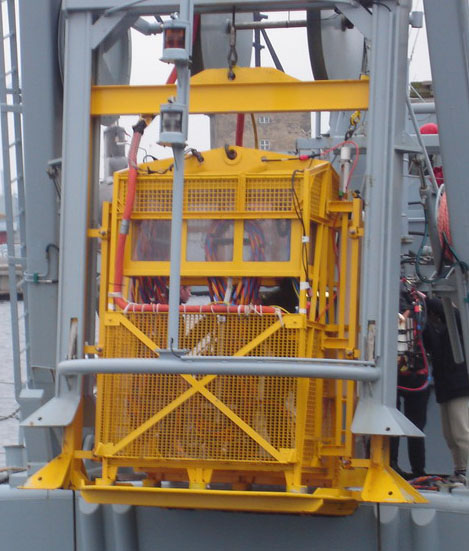
Sino de mergulho aberto montado num suporte na popa

## Uso com câmaras hiperbáricas
Operadores de mergulho comercial agora geralmente usam um sino fechado em conjunto com uma câmara hiperbárica de superfície. Estas têm vantagens ergonômicas e de segurança e permitem que a descompressão seja realizada após o sino ser elevado à superfície e esteja de volta a bordo do navio de apoio ao mergulho. Sinos fechados são frequentemente utilizados em mergulho de saturação e em operações de resgate submarino. O sino de mergulho seria ligado através do flange correspondente de uma câmara de ar à câmara de descompressão da plataforma ou ao sistema de saturação para transferência sob pressão dos ocupantes.

## Sino de resgate
Sinos de mergulho têm sido usados para resgate submarino. O sino fechado seco é projetado para ser vedado contra o convés do submarino acima de uma escotilha de escape. A água no espaço entre o sino e o submarino é bombeada para fora e as escotilhas podem ser abertas para permitir que os ocupantes deixem o submarino e entrem no sino. As escotilhas então são fechadas e a borda do sino transborda para liberá-lo do submarino, e o sino com a sua carga de sobreviventes é içado de volta à superfície, onde os sobreviventes saem e o sino pode retornar para buscar outro grupo. A pressão interna do sino geralmente é mantida à pressão atmosférica, a fim de minimizar o tempo de execução, eliminando a necessidade de descompressão, de modo que a vedação entre a borda do sino e a plataforma submarina seja crítica para a segurança da operação. A vedação é realizada utilizando-se um material de vedação flexível, normalmente um tipo de borracha, que é pressionada firmemente contra a abertura da escotilha lisa pela diferença de pressão quando a borda é bombeada para fora.

## Habitat subaquático
Conforme observado acima, a extensão do conceito de sino molhado é o habitat subaquático, equipado com uma moon pool, onde os mergulhadores podem passar longos períodos num ambiente seco, enquanto estão protegidos do aumento da pressão experimentado embaixo da água. Por não precisar retornar à superfície, eles podem reduzir a necessidade de descompressão (redução gradual da pressão), necessária para evitar problemas com bolhas de nitrogênio liberadas na corrente sanguínea (doença de descompressão). Tais problemas podem ocorrer a pressões maiores que 1,6 atmosferas padrão (160 kPa), correspondendo a uma profundidade de 6 metros.

## Na natureza
A Argyroneta aquatica, conhecida popularmente como aranha-de-água, é uma aranha que vive inteiramente sob a água, mesmo que possa sobreviver em terra.
Uma vez que a aranha precisa respirar ar, ela constrói uma espécie de sino de mergulho de seda que adere a uma planta subaquática. A aranha coleta o ar através de uma membrana fina em torno de seu corpo, presa por pelos densos em seu abdômen e pés. Ela transporta este ar para o seu sino de mergulho para reabastecer seu fornecimento de ar. Isso permite que a aranha permaneça no sino por longos períodos, onde espera sua presa.